# 1651 en France
Chronologie de la France
- 1647
- 1648
- 1649
- 1650
- 1651
- 1652
- 1653
- 1654
- 1655

Cette page concerne l’année 1651 du calendrier grégorien.

## Événements

### Janvier
- 5 janvier : Antoine d’Aumont, marquis de Villequier, nommé maréchal de France le 2 janvier, prête serment. Il prend le commandement de l’armée de Flandres le 11 avril[1]. Henri de La Ferté est fait le même jour maréchal de France[2].
- 18 janvier : remontrance du clergé de France au roi. L’archevêque d’Embrun se montre très insistant à l’Assemblée du clergé pour sévir contre les protestants[3].
- 18-31 janvier : crue de la Seine à Paris[4]. Le 21 janvier, La Gazette décrit l’inondation qui emporte la moitié du pont de la Tournelle et une arche du pont au Change[5].
- 20 janvier : remontrances du Parlement de Paris pour la libération des princes[4].
- 25 janvier : l’Assemblée du clergé consent à un subside de 600 000 livres[6].
- 30 janvier :
  - traité secret entre Gaston d’Orléans, les frondeurs et les partisans des princes pour obtenir leur libération[4]. Union des Frondes contre la régence à la suite du refus de la reine mère de libérer les princes. Gaston d’Orléans y adhère. Selon Gondi, Chavigny le force « entre deux portes au Luxembourg »[7], son chapeau sert d’écritoire.
  - traité pour le mariage du prince de Conti et de Mlle de Chevreuse, signé par Gaston d’Orléans, Mme de Chevreuse et la princesse Palatine au nom de Condé, de Conti, du duc et de la duchesse de Longueville[8].
- 31 janvier : paroles maladroites de Mazarin, comparant les frondeurs aux révolutionnaires anglais Fairfax et Cromwell et le Parlement de Paris au Parlement anglais[9]. Indignation de Gaston d’Orléans, qui, le lendemain, révèle ces propos au Parlement.

### Février
- 2 février : Gaston d’Orléans, poussé par Gondi, rompt publiquement avec Mazarin[4].
- 4 février :
  - le Parlement réclame à la reine l’éloignement de Mazarin. Gaston d’Orléans autorise la noblesse à se réunir à Paris, Gondi ayant obtenu cette exigence du Parlement ; c’est contre le cardinal l’Union des deux Frondes[10]. Omer Talon est dépêché près la reine pour réclamer la libération des princes et écarter Mazarin[11].
  - Henri de Sévigné est blessé dans le duel qui l’oppose à François Amanjeu, chevalier d’Albret, comte de Miossens, au sujet de madame de Gondran. Il meurt le lendemain des suites de sa blessure[12].

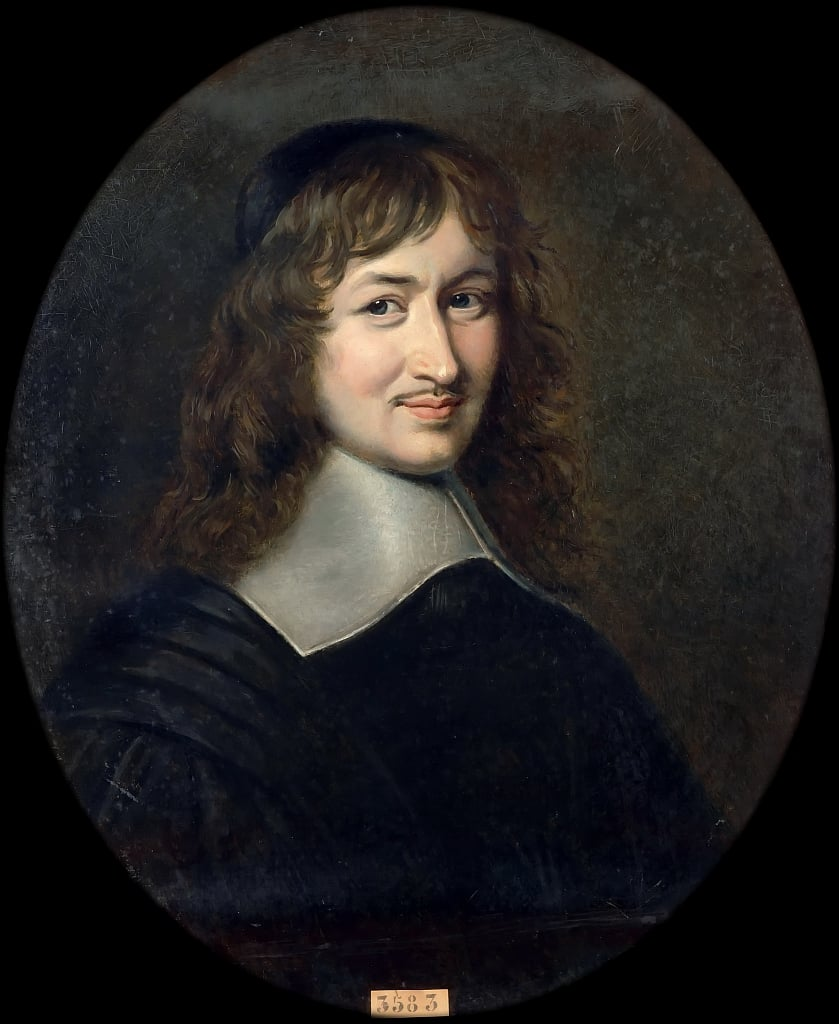
Nicolas Fouquet

- 5 février : mariage de Nicolas Fouquet et de Marie-Madeleine de Castille à Saint-Nicolas des Champs[13]. À peine sorti de la cérémonie, Fouquet doit aller chez le garde des Sceaux[14].
- 6 février : 
  - début de l’assemblée de la noblesse au couvent des Cordeliers de Paris (fin le 25 mars)[4].
  - pendant la nuit du 6 au 7 février, Mazarin déguisé quitte Paris et se réfugie à Saint-Germain-en-Laye[4], après avoir fait rédiger par Le Tellier les ordres pour la libération des princes[15]. Il part ensuite pour Le Havre, où les Princes sont retenus prisonniers. La reine, bloquée au Palais-Royal, ne peut le suivre. Commence un exil de onze mois (6 février - 24 décembre). Dubuisson-Aubenay écrit dans son journal : « Pendant la nuit, le cardinal Mazarin, accompagné de la plupart de ses amis et courtisans, et de deux à trois cents chevaux, s’en alla à Saint-Germain. ».
- 7 février : le parlement exige de la reine une déclaration excluant du pouvoir « tous étrangers ou autres qui auront fait serment à d’autres princes que le Roi »[16]. Ce qui vise doublement Mazarin : comme Italien et comme cardinal. Mais aussi peut-être Gondi, futur cardinal de Retz, qui ne fait pas mystère de son ambition.
- 8 février : Gaston d’Orléans devant le parlement de Paris : « je ne serai jamais si malheureux que d’empêcher le roi et la reine de faire ce qu’ils voudront »[17].
- 9 février : le parlement rend un arrêt ordonnant à Mazarin et à sa famille de quitter le royaume dans les quinze jours[4]. On peut penser que Mazarin ne voulait pas exposer la régence à un coup d’État. Il l’avait prévenu en quittant Paris.
- Nuit du 9 au 10 février : Mademoiselle de Chevreuse, qui est à la fois la fille de la duchesse et la maîtresse de Gondi, avertit Gaston d’Orléans et Gondi qu’Anne d’Autriche et Louis XIV vont à leur tour abandonner Paris. Au nom du duc d’Orléans, Gondi ordonne aux colonels de la milice bourgeoise de faire garder les portes de Paris, de bloquer le Palais-Royal et les ponts. La régente et le jeune roi sont prisonniers du coadjuteur et du duc d’Orléans. Ni l’un ni l’autre n’oublieront jamais cet affront. La foule envahit le Palais-Royal. Le peuple veut voir le jeune Louis XIV encore endormi[15].
- 11 février : Anne d’Autriche accorde la libération des princes[18]. Une délégation composée de La Vrillière, secrétaire d’État, de Comminges, de duc de La Rochefoucauld et du président Viole est chargé de porter au Havre les ordres de la reine et du duc d’Orléans ; elle arrive après Mazarin[19].
- 13 février : au Havre, Mazarin remet les princes en liberté ; il pense profiter de la division entre les chefs de la noblesse[20]. Il prend alors le chemin de l’exil. Il arrive à Brühl, à une lieue de Cologne. Il est l’hôte de l’électeur[15].
- 16 février : retour triomphal des princes à Paris[21]. Condé prend la tête de la Fronde. Une dizaine de jours plus tard, à la demande de Condé, Bussy cède sa charge de capitaine-lieutenant des chevaux-légers à Guitaut[22].
- 20 février : arrêt du Parlement interdisant aux étrangers d’entrer dans les Conseils du roi[21].
- 27 février : lettres du roi pour la déclaration d’innocence des princes de Condé et de Conti, et du duc de Longueville[21] ; ils sont rétablis dans tous leurs biens, gouvernements et charges.

### Mars
- 1er mars : Jean-Baptiste Colbert, commis de Michel Le Tellier, devient secrétaire particulier de Mazarin[15]. Colbert demande une confiance sans réserve et les deux hommes s’accordent définitivement le 2 juin. Leur collaboration dure dix ans[23].
- 2 mars : arrêt du Parlement excluant les cardinaux des conseils du roi[4].
- 6 mars : Turenne se réconcilie avec la cour. Le roi lui pardonne[24].
- 13 mars : Mme de Longueville, partie de Stenay le 7 mars, arrive à Paris[21].
- 15 mars : le clergé et la noblesse rappellent au roi la promesse d’une convocation des États généraux[20].
- 16 mars : la régente ordonne à l’assemblée de la noblesse de se séparer et lui promet la convocation des États généraux à Tours pour le 1er octobre. Le clergé et la noblesse craignent que le roi ne révoque la convocation à sa majorité le 5 septembre ; ils obtiennent par les instances des princes que la réunion des États ait lieu le 8 septembre[25]. En fait, elle n’aura pas lieu.
- 18 mars : retour à Paris de Mme la Princesse de Condé, venue de Montrond[26].

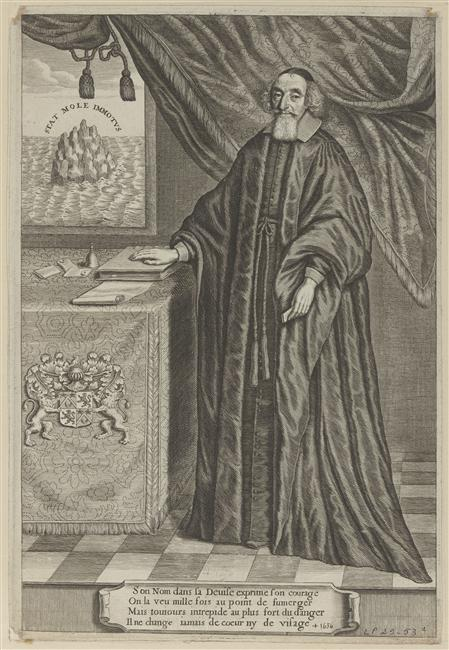
Mathieu Molé

- 20 mars : le premier président Molé menace les nobles de représailles s’ils ne cessent pas leurs assemblées[18]. Pour contrer les nobles qui considèrent le roi comme privé de sa souveraineté tant qu’il est soumis à sa mère et au cardinal, le Parlement envisage de reculer la majorité du roi de treize à dix-huit ans[27].
- 24 mars : la reine avance au 8 septembre la réunion des États généraux[4].
- 25 mars : Gaston d’Orléans oblige l’assemblée des nobles à se disperser[4].
- 30 mars : Anne d’Autriche, prisonnière au Palais-Royal depuis le 10 février, retrouve sa liberté d’action[18].

### Avril
- 3 avril : remaniement du gouvernement. Mathieu Molé, premier président du Parlement de Paris depuis 1640, remplace Châteauneuf comme garde des Sceaux, jusqu’au 13 avril[28]. Le comte de Chavigny fait sa réapparition au Conseil. Ces nominations, agréables à Condé, sont un camouflet à Gaston d’Orléans, qui n’a pas même été consulté, pas plus que Gondi, son conseiller du moment. Selon Mademoiselle : « Monsieur fut la dupe de cette affaire »[26].
- 4 avril : François de Vendôme, duc de Beaufort, est reçu marguillier de l’église Saint-Nicolas[29].
- 5 avril :
  - rupture du projet de mariage entre Conti, frère de Condé, et Mlle de Chevreuse, fille de l’entreprenante duchesse et maîtresse de Gondi[30]. Conti exulte. Il n’a nulle envie de faire ce mariage qu’il considère comme au-dessous de lui et qui contrarie ses projets. L’événement entraîne la rupture de l’union des Frondes.
  - le Coadjuteur prend congé de la régente, puis du duc d’Orléans sous prétexte de ses devoirs religieux de la semaine sainte[31].
- 9 avril : Olivier Lefèvre d’Ormesson, ironique, tant François de Vendôme était peu fait pour le service religieux : « le dimanche, 9 avril, jour de Pâques, à Saint-Nicolas en robe rouge, où M. de Beaufort présenta six pains bénits, avec toute la fanfare possible. »[32]
- 11 avril : Mazarin s’installe au château de Brühl, dans l’électorat de Cologne[23].
- 12 avril : Olivier Lefèvre d’Ormesson revient du château d’Amboille, construit probablement par Androuet du Cerceau, futur Ormesson-sur-Marne, dont la seigneurie reste dans la famille d’Ormesson[32].
- 13 avril : 
  - Mathieu Molé rend les sceaux à la reine[28]. Il veut cumuler les sceaux et les fonctions de premier président or, elles sont incompatibles[32]. Le lendemain, le chancelier Séguier reprend les sceaux de l’État[21].
  - fin de l’assemblée du clergé[4].
- 15 avril : le président Viole présente officiellement au Parlement la rupture du projet de mariage entre Conti et Mlle de Chevreuse[33]. Le refus du prince de Condé de laisser son frère Conti épouser Mlle de Chevreuse offense l’amant de celle-ci, Gondi. Le Coadjuteur se retire très momentanément de la politique, vivant en reclus, à l’archevêché jusqu’à la mi-mai. Il prépare en réalité une nouvelle volte-face, car il sait que la reine s’inquiète de plus en plus de la toute-puissance de Condé dans l’État.
- 16 avril : Olivier Lefèvre d’Ormesson : « Il couroit un bruit d’un grand changement dans tous les gouvernements : que M. le Prince [Condé] auroit la Guienne ; M. le prince de Conti, la Provence ; M. d’Angoulême, la Bourgogne ; M. d’Épernon, la Champagne. Chacun murmuroit de ce bruit comme de très-grande conséquence »[32].
- 18 avril : première visite de Louis XIV à Versailles[34].
- 26 avril : Bossuet défend en latin, au Parlement, la validité de sa thèse qui avait été contestée par la Sorbonne[35].
- 28 avril : à la suite de l’assemblée du clergé de France, plus de soixante évêques adressent une lettre au pape lui demandant de se prononcer sur les cinq propositions sur la grâce de l’Augustinus de Jansénius, formulées le 1er juillet 1649, par Nicolas Cornet, syndic de la faculté de théologie de Paris, et condamnées par l’assemblée de la faculté. Le nonce di Bagno transmet la lettre à la Secrétairerie[36].

### Mai
- 15 mai : première course de chevaux au bois de Boulogne[37].
- 15 ou  16 mai : Gondi fait distribuer sur le Pont-Neuf son premier pamphlet, Défense de l'ancienne et légitime Fronde, il attaque Condé[38].
- 16 mai : Condé est nommé gouverneur de Guyenne[4].
- 31 mai : première entrevue secrète d’Anne d’Autriche et de Gondi[39]. La régente souhaite utiliser le Coadjuteur contre Condé.

### Juin
- 21 juin : « le Parlement s’assembloit et décrétoit contre Bartet et l’abbé Fouquet, ambassadeurs ordinaires de M. le cardinal vers la reine »[26]. Séance très orageuse.
- 25 juin : deuxième entrevue secrète d’Anne d’Autriche et du Coadjuteur[40]. La Cour et la vieille Fronde (la Fronde parlementaire) se rapprochent dans une commune hostilité à Condé que l’on songe à arrêter de nouveau.

### Juillet
- 6 juillet :
  - à 2 heures du matin, averti de ce qui se trame contre lui, Condé, accompagné de Conti, de la princesse de Condé, de Mme de Longueville, François de La Rochefoucauld, le duc de Richelieu, Philippe de La Mothe-Houdancourt se réfugie dans son château de Saint-Maur[41],[30].
  - venu du Limousin, où il était depuis deux mois, Cosnac est à Paris (rappelé par son ami Langlade qui rejoint le prince de Conti, à la suite de la rupture du mariage avec Mlle de Chevreuse[42].
- 7-8 juillet : Condé énumère ses griefs contre la cour dans une série de lettres adressées aux parlements du royaume et à la jurade (municipalité) de Bordeaux[43].
- 12 juillet : Chavigny est renvoyé du Conseil par la régente[30].
- 14 juillet : mort de René de Voyer d’Argenson, alors ambassadeur de France à Venise. Son fils le remplace[44].
- 18 juillet : pour apaiser Condé, Anne d'Autriche accepte de congédier trois membres du gouvernement considérés comme les valets de Mazarin : le ministre Abel Servien, le secrétaire d’État Michel Le Tellier et Hugues de Lionne, secrétaire de ses commandements[30].
- 22 juillet : engagement mutuel des Princes et de La Rochefoucauld signé à Saint-Maur-des-Fossés[30]. La reine, s’appuyant sur la première Fronde contre la seconde, des heurts se produisent entre son parti, dirigé par Gondi, et le parti des Princes et de La Rochefoucauld.
- 31 juillet : Condé brave le jeune roi Louis XIV qu’il rencontre sur le cours la Reine, le saluant sans descendre de son carrosse[45].

### Août
- 3 août : Condé consent, de mauvaise grâce, à rendre visite à la régente[27].
- 4 août : publication à Paris d’un traité fait en juillet ou août 1651 entre Mazarin, Châteauneuf, Retz et Mme de Chevreuse[46]. La cour et la vieille Fronde concluent contre une alliance contre Condé. Gondi sera cardinal et Mademoiselle de Chevreuse épousera Paul Jules Mancini, neveu de Mazarin[8].
- 7 août : M. de Mercœur déclare en plein Parlement son mariage avec mademoiselle de Mancini[26].
- 17 août :
  - forte de l’appui de Gondi, la régente passe à l’action en faisant lire au Palais-Royal, en présence du duc d’Orléans, des cours souveraines et du corps de ville, une déclaration contre Condé accusé de rébellion[21].
  - affrontement entre bourgeois armés d’armes à feu et nobles armés de leur seule épée, lors du rassemblement de la noblesse du bailliage de Chartres pour la préparation des États généraux. Quatre membres du tiers-état sont assassinés par des nobles, et onze autres blessés à la suite d’une querelle de préséance. Deux gentilshommes sont tués quand le peuple veut les désarmer[47].
- 18 août : Condé demande au Parlement de le juger. Il accuse Gondi d’avoir inventé les accusations portées contre lui par la reine ; altercation entre les deux hommes, qui évitent l’affrontement armé[27].
- 19 août : la réponse de Condé à ses accusateurs est présentée devant les cours souveraines[30].
- 21 août : au cours d’une séance du Parlement, qui s’est allié contre lui à François de Vendôme et à Gondi, violente altercation entre celui-ci et Condé. La Rochefoucauld coince Gondi entre les deux battants de la porte du parquet des huissiers et invite les siens à le tuer. Les deux partis sont accompagnés chacun d’une nombreuse suite armée et s’opposent sur des questions de préséance. Le premier président ordonne l’évacuation du Palais de justice par les deux troupes. Au cours du tumulte, La Rochefoucauld tente d’étrangler Gondi entre les deux battants d’une porte. Gondi est dégagé par le président de Champlâtreux[48],[27].
- 22 août : pour empêcher la guerre civile, le Parlement demande à la reine de supprimer son manifeste contre Condé[27].
- 27 août : départ du duc d’Orléans pour Limours ; il en revient le 4 septembre[26].

### Septembre
- 5 septembre :
  - Anne d’Autriche envoie au Parlement, à sa demande, une lettre proclamant l’innocence de Condé. Une déclaration royale confirme le bannissement perpétuel de Mazarin[15].
  - réunion des partisans de Condé à Chantilly[30].
- 6 septembre : Condé quitte Paris pour Chantilly[30]. De là, il prend la route de Bourges, puis son gouvernement de Guyenne. Il prépare la guerre civile.
- 7 septembre : lit de justice. Louis XIV est, à 13 ans, déclaré majeur par le parlement de Paris[30]. Anne d’Autriche, qui cesse d’être régente, devient chef du Conseil. Ce qui ferme la voie à la convocation des États généraux et termine la régence. La déclaration d’innocence du prince de Condé est vérifiée au parlement, pour lui ôter tout prétexte de rébellion. Le bannissement de Mazarin est renouvelé. Le parlement enregistre un nouvel édit contre le duel « mal funeste […] au général et aux principales familles de notre royaume » et un édit contre les blasphémateurs[27].
- 8 septembre : le marquis de Châteauneuf est nommé chef du Conseil des dépêches qui s’occupe de l’administration intérieure. Le marquis de La Vieuville remplace le président de Maisons (Longueil) comme surintendant. Le premier président du parlement de Paris Mathieu Molé, reprend les Sceaux retirés au chancelier Pierre Séguier, conseiller au parlement de Paris (fin le 3 janvier 1656)[28];
- 13 septembre : Condé arrive à Bourges avec Conti, Nemours et quantité de gentilshommes[49]. Il est encore indécis sur un éventuel soulèvement.
- 15 septembre : Bussy se désolidarise de Condé et se rallie au roi. Il maintient le Nivernais dans l’obéissance au roi[50].
- 16 septembre : 
  - pouvoirs donnés à Lenet, par les Princes et La Rochefoucauld (plus la duchesse de Longueville, le duc de Nemours) réunis à Montrond, en Bourbonnais, pour traiter avec l’Espagne[30].
  - le même jour, La Rochefoucauld part avec Condé, Nemours et Lenet pour la Guyenne, dont Condé est gouverneur, en passant par Verteuil, toujours ruiné[51].
- 21 septembre : Gondi est désigné pour le cardinalat par le roi[15].
- 22 septembre : arrivée de Condé à Bordeaux. Le parlement de cette ville se solidarise avec lui[15].
- 27 septembre : le roi et la cour quittent Paris pour Fontainebleau pour aller combattre l’armée de Condé[52]. Ils n’y reviennent qu’un an plus tard.

### Octobre
- 2 octobre : la cour quitte Fontainebleau pour le Berry[27].
- 3 octobre : traité entre Condé et Du Daugnon, gouverneur de Brouage et de La Rochelle[30].
- 7 octobre : la cour arrive à Bourges où la population s’est révolté contre les princes[52].
- 8 octobre :
  - le roi entre dans Bourges. La ville se rend sur une simple sommation. Conti et madame de Longueville doivent fuir, chassés par la population[27].
  - déclaration du Roi contre Condé, qui, en Saintonge, a ouvert les hostilités contre les troupes royales. Elle accuse Condé, Conti, La Rochefoucauld, Nemours et Madame de Longueville des crimes de haute trahison et de lèse-majesté[27].
- 9 octobre : convention entre Condé et le prince de Tarente, gouverneur de Taillebourg[30].
- 16 octobre : Charles II d’Angleterre débarque à Fécamp[53].
- 17 octobre : lettre de Pascal à sa sœur Gilberte Périer sur la mort de leur père[54].
- 25-31 octobre : la cour quitte Bourges pour Poitiers, pour surveiller la pacification de l’Ouest et du Sud-Ouest en révolte[52].

### Novembre
- 2 novembre : traité de Bordeaux[30], entre les Princes, La Rochefoucauld et Pierre Viole, analogue à celui du 22 juillet.
- 3 novembre : fondation rue du Vieux-Colombier du couvent des filles Notre-Dame de la Miséricorde la mère Madeleine Martin[55].
- 6 novembre : au nom des mêmes et en vertu des pouvoirs donnés, Pierre Lenet, fidèle de Condé, signe un traité à Madrid, avec don Hiéronimo de La Torre, plénipotentiaire du roi d’Espagne[30].
- 11 novembre : lettre du duc de Guise à Condé pour le conjurer de le faire sortir du château de Ségovie où il est enfermé par les Espagnols, en échange de son soutien. Condé obtient du roi d’Espagne sa libération avec difficulté en mai 1652[56].
- 12 novembre : destruction de la grosse tour de Bourges. L’artificier allemand Daniel Lesgat calcule mal son affaire. Elle se fend simplement de haut en bas. Il recommence le 9 décembre[57].
- 13 novembre : Mazarin, qui rassemble des troupes en vue de son retour en France, écrit de Dinant au baron de Pénacors, ami de Gondi, pour demander l’appui de ce dernier[58].
- 17 novembre : le comte d’Harcourt dégage Cognac que La Rochefoucauld assiège[27]. Condé assiste impuissant à la prise de la ville de Cognac défendue par Nort. Ses soldats sont tués ou, comme lui, faits prisonniers.
- 19 novembre : Madame de Sévigné est de retour à Paris[59].
- 27 novembre : prise de La Rochelle par l’armée royale commandée par le comte d’Harcourt[27]. Exécution cruelle de Basse, un officier, qui avait défendu la dernière tour avec les Suisses. Harcourt demande à ses Suisses de tuer eux-mêmes leur chef, puis le fait achever par ses hommes. Condé se trouve refoulé au-delà de la Charente et bientôt au-delà de la Dordogne[27].

### Décembre
- 4 décembre :
  - enregistrement par le Parlement de la déclaration royale du 8 octobre proclamant les princes coupables de lèse-majesté[30]. En même temps, il est décidé d’enquêter sur le projet de Mazarin de bientôt rentrer dans le royaume (9-18 décembre). Le 19 décembre, alors que Mazarin est à Bouillon, le Coadjuteur incite le Parlement (Omer Talon) à s’opposer au retour du ministre déchu[60].
  - le comte d’Harcourt bat Condé près de Tonnay-Charente[61].
- 6 décembre : émeute à Paris, sans doute fomentée par le parti des princes. Le premier président Molé est assiégé dans sa maison. Monsieur envoie ses gardes le dégager. Mais il fait grâce au meneur, un certain Maillard[62].
- 9 décembre : à 3 heures de l’après-midi, destruction de la grosse tour de Bourges. L’artificier allemand Daniel Lesgat croit que sa mèche a fait long feu et s’avance avec des spectateurs quand la tour explose, tuant 17 personnes dont deux chanoines de la ville et en blessant 25 ou 30. Seulement une moitié de la tour a été emportée[57].
- 12 décembre : Louis XIV rappelle le cardinal Mazarin[63].
- 16 décembre : Montausier prend pour le compte du roi les tours du château de la Tranchade à une lieue d’Angoulême[64].
- 24 décembre : Mazarin passe la frontière et entre à Sedan[65], accompagné par une armée de 7 000 hommes aux ordres du maréchal d’Hocquincourt.
- 25 décembre : Blaise Pascal et Jacqueline s’installent rue Beaubourg[54]
- 29 décembre : le Parlement rend contre Mazarin un arrêt de proscription[30]. Sa tête est mise à prix pour 150 000 livres (5 000 écus); sa bibliothèque est vendue.
- 30 décembre : Mazarin entre à Rethel[60].